# Prosopis africana
Prosopis africana är en ärtväxtart som först beskrevs av Jean Baptiste Antoine Guillemin och Perr., och fick sitt nu gällande namn av Paul Hermann Wilhelm Taubert. Prosopis africana ingår i släktet Prosopis och familjen ärtväxter. Inga underarter finns listade i Catalogue of Life.